# St. Markus Koptisch-Orthodoxe Kirche Frankfurt

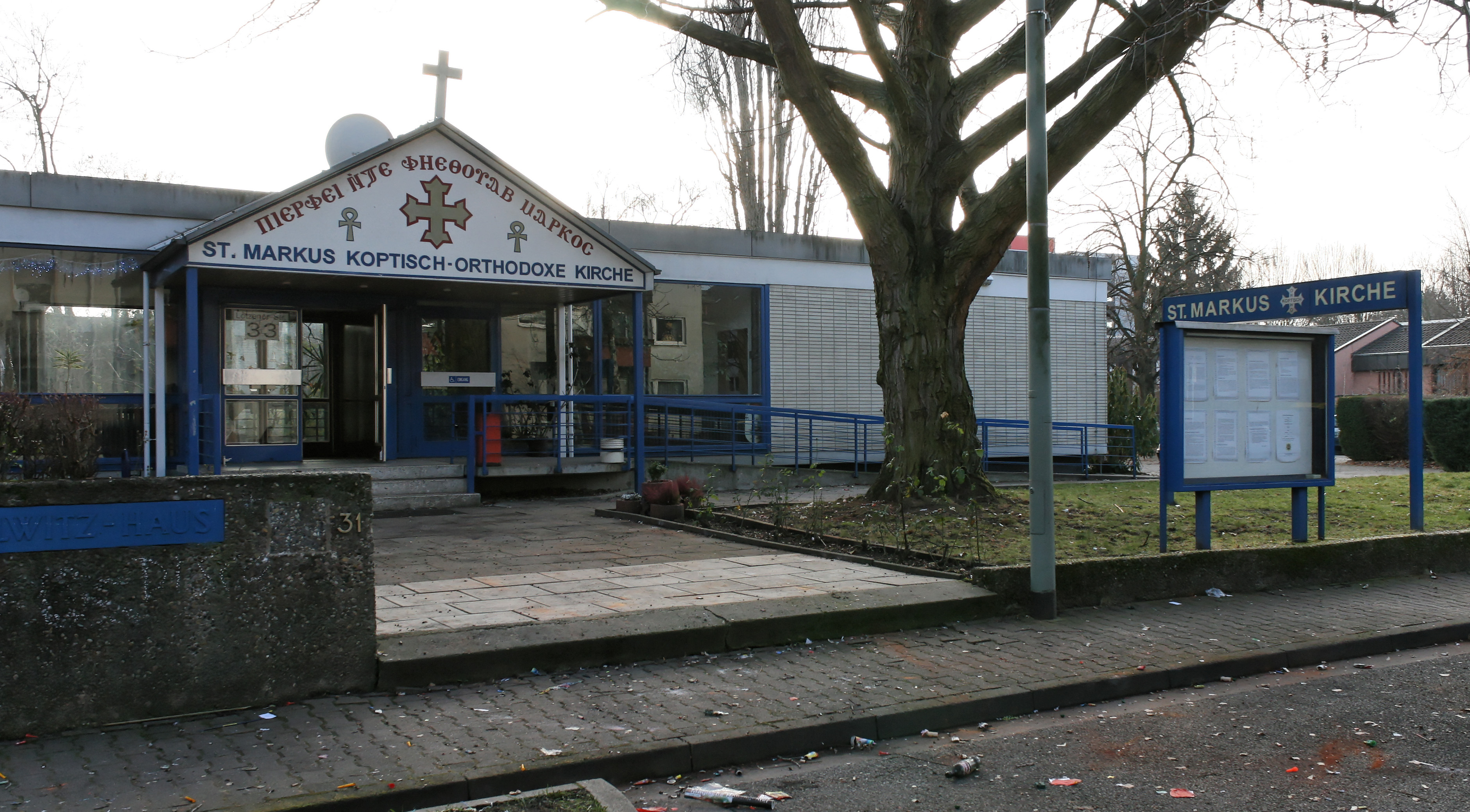
St.-Markus-Kirche und Gemeindezentrum

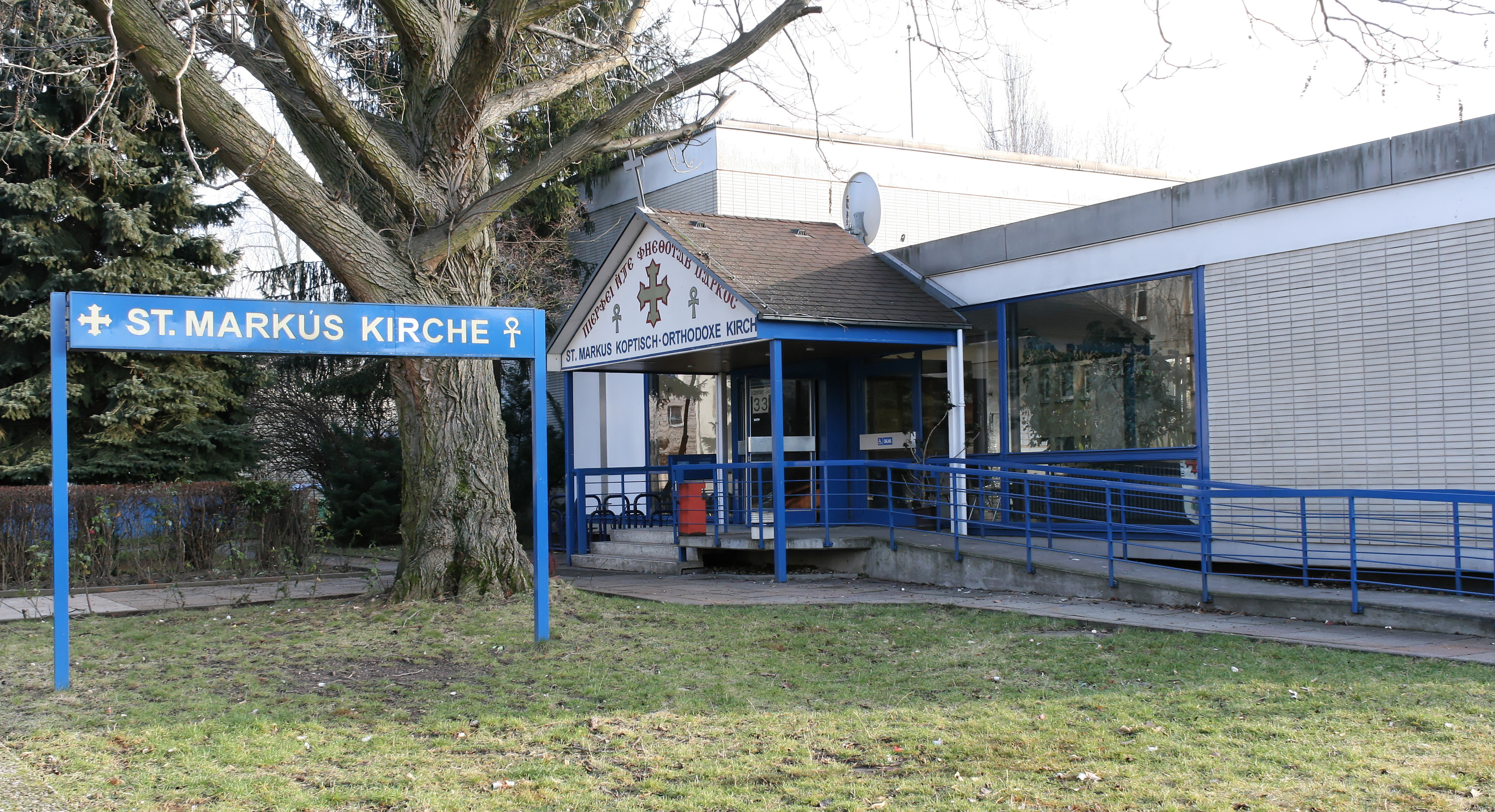
St.-Markus-Kirche und Gemeindezentrum

Die St. Markus Koptisch-Orthodoxe Kirche Frankfurt ist ein Gotteshaus der koptisch-orthodoxen Kirche in Frankfurt am Main. Die Kirche ist dem Evangelisten Markus geweiht, dem nach altchristlicher Tradition ersten Bischof von Alexandria und damit Begründer der koptischen Kirche.

## Gebäude
Kirche und Gemeindezentrum befinden sich im ehemaligen Bürgertreff Käthe-Kollwitz-Haus im Wohnviertel Industriehof des Stadtteils Frankfurt-Bockenheim (Nähe Stadion am Brentanobad). Der von der städtischen Saalbau GmbH errichtete Bau war 1963 als seinerzeit siebtes Frankfurter Bürgerhaus eröffnet worden. Wegen Unrentabilität wurde das Gebäude 1998 an die koptisch-orthodoxe Gemeinde Frankfurt verkauft, die bis 1997 in einer evangelischen Kirche zu Gast war. Ein Teil wird jedoch nach wie vor als städtischer Kinderhort genutzt.
Bemerkenswert im Innern des ansonsten schlichten Flachbaues ist die bunt bemalte Ikonostase, die den Altarbereich (Bema) vom inneren Kirchenschiff abtrennt.

## Gemeinde
Die Gemeinde Frankfurt gilt als die älteste koptische Gemeinde in Deutschland. Sie wurde 1975 von Abuna Salib Sirial gegründet. Die St. Markus-Kirchengemeinde ist mit 400 Familien (entspricht fast 1000 von insgesamt 6000 Kopten in Deutschland), davon rund 300 regelmäßigen Kirchgängern, die größte koptische Gemeinde in Deutschland und für das gesamte Rhein-Main-Gebiet zuständig. Priester der koptisch-orthodoxen Markusgemeinde ist seit 1987 Abuna Pigol Bassili.
In der Nacht von 6. auf 7. Januar 2011 feierte die Markusgemeinde den wie immer in drei Sprachen (deutsch, koptisch und arabisch) abgehaltenen mehrstündigen Weihnachtsgottesdienst erstmals unter Polizeischutz, da die Sankt-Markus-Kirche auf einer Internetseite der Islamistengruppe „Islamischer Staat Irak“ als Terrorziel genannt worden war.
Am 8. Januar 2011 fand in der Frankfurter Markus-Kirche – als zentrale Veranstaltung in Deutschland – eine ökumenische Trauerfeier für die Opfer des Terroranschlags vom 1. Januar 2011 vor einer koptischen Kirche in Alexandria statt. Unter den Rednern waren das Oberhaupt der koptisch-orthodoxen Christen in Deutschland, Bischof Anba Damian, der römisch-katholische Bischof von Limburg, Franz-Peter Tebartz-van Elst, Aiman Mazyek, Vorsitzender des Zentralrats der Muslime in Deutschland, der Griechisch-orthodoxe Archimandrit Athenagoras Ziliaskopoulos als Vertreter der Orthodoxen Bischofskonferenz in Deutschland und Vorsitzender des Rates der Religionen Frankfurt, der Bischof der Evangelisch-Koptischen Kirche in Ägypten Tharwat Kades, Asfa-Wossen Asserate als Vertreter der Äthiopisch-Orthodoxen Kirche, der Bischof der Selbständigen Evangelisch-Lutherischen Kirche Hans-Jörg Voigt, die Bundespolitikerinnen Erika Steinbach (CDU) und Heidemarie Wieczorek-Zeul (SPD) sowie der hessische Staatssekretär Rudolf Kriszeleit (FDP).

## Sonstiges
Die koptische Markuskirche ist nicht zu verwechseln mit der evangelischen Markuskirche, die sich ebenfalls im Stadtteil Bockenheim befindet. Unmittelbar der koptischen Markuskirche benachbart ist die 2020 profanierte und zugunsten eines Schulneubaus zum Abriss vorgesehene katholische St. Raphaelskirche, ehemals eine Filialkirche von St. Anna. In der Nähe der koptischen Markuskirche wird seit 2009 die Hazrat-Fatima-Zahra-Moschee errichtet.